# Вероніка грязьова
Вероніка мілководна, вероні́ка грязьова́ (Veronica anagalloides) — багаторічна трав'яна рослина родини подорожникових.

## Морфологічна характеристика
Стебла заввишки 10–30 см, прямі, тонкі, тверді, не порожнисті, більш менш відстовбурчено волосисті, запушені або іноді голі.
Листки сидячі, ланцетні або лінійно-ланцетні, загострені, цілокраї або неглибоко, але ясно зазубрені, завдовжки 1,5–2,5 см, завширшки близько 7 мм, нижнє листя іноді на короткому черешку.
Суцвіття — густі, багатоквіткові, бічні волоті, що виходять з пазух обох, супротивних, переважно верхніх листків. Приквітки лінійні, часто волосисті; квітконіжки дуже тонкі, часто залозисто волосисті, розташовані під гострим кутом до головної осі, при плодах прямі, трохи відігнуті, іноді горизонтально відігнуті. Чашечка часто пухко-відстовбурчено-залозисто-волосиста, 4-роздільна, з нерівними, тупуватими, еліптичними зубцями, майже вдвічі довшими від коробочки; віночок діаметром 2-5 мм, білуватий, блідо-блакитний або брудно-фіолетовий, з темними смужками, майже не перевищує чашечку.
Плід — коробочка, гола або з рідкими залозистими волосками, еліптична, завдовжки 2–2,5 мм, шириною 1–1,5 мм, тупа або виїмчаста, з дуже маленькою виїмкою, роздута, не сплюснута з боків. Насіння дрібне, округле, гладке, плоске,

## Поширення
Вид поширений у Європі, Азії, у Північній Африці. В Україні зустрічається повсюдно. Росте на мілинах, біля води.